# مسجد گله‌داری
 مسجد گله‌داری واقع در محلهٔ قلعه‌شاهی (اوزی‌ها) یکی از مساجد اهل‌سنت بندرعباس و یکی از نقاط دیدنی استان هرمزگان در جنوب ایران است.
این بنا به شماره ۱۵۹۵/۳ در فهرست آثار تاریخی ملی ایران به ثبت رسیده‌است.

## تاریخچه
این مسجد در سال ۱۲۹۶ هجری قمری ساخته شده و دارای صحن، شبستان و مناره و منبر است. شبستان بزرگ این مسجد دارای ۳۶ ستون مزین به گچبری است.
مسجد گله‌داری طبق کتیبه سنگی آن، توسط حاج شیخ احمد گله‌داری یکی از تجار مشهور بندرعباس - به جای مسجد کوچکتری از قرن سیزدهم – بنا گردیده‌است. این مسجد بر روی سطحی به ارتفاع ۱٫۵متر بنا شده‌است.

## معماری
شبستان مسجد دارای ۱۶ستون استوانه‌ای بر پایه مربع است. چسبیده به دیوارها نیز نیم‌ستون‌هایی تعبیه شده‌است. ستون‌ها و نیم‌ستون‌های مزبور توسط طاق‌هایی با قوس شکسته به همدیگر متصل شده و سطحی را برای پوشش تیرچوبی مسجد فراهم ساخته‌اند.
در تعمیرات سال ۱۳۵۴ سطح زیرین سقف، با پوشش‌های جدید آکوستیک پوشانده شده‌است. در میانه ضلع غربی بنا، محرابی به عمق حدود ۱٫۳۰ و ارتفاع ۴متر با تزیینات زیبای گچی قرار گرفته‌است.
در بدنه جنوبی این محراب، محفظه‌ای برای نگهداری کتاب‌ها و اشیای دیگر تعبیه شده‌است. در اضلاع مختلف شبستان جمعاً ۱۹درگاه با درهای چوبی و در جانب شرقی و جنوبی شبستان، ایوان‌هایی با یک ردیف ستون ساخته شده‌است.
تمام ستون‌ها به غیر از ستون‌های اصلی، در رأس اضلاع – که مربع هستند – ساقه‌ای استوانه‌ای دارند. تزیینات بنا منحصر به تزیین گچی قالبی و گچ‌بری‌هایی است که در محراب، سرستون‌ها و سطح زیرین طاق‌ها به کار رفته و از زیبایی خاصی برخوردار است.
در زاویه شمال شرقی مسجد، گلدسته ای به ارتفاع تقریبی ۸متر با طرح استوانه ای و مأذنه ای بر بالای آن ساخته شده‌است. در گوشه جنوبی شرقی صحن، منبر و گلدسته ای پلکانی به جا مانده که رو به ویرانی است.